# Santa Rosa da Serra
Santa Rosa da Serra là một đô thị thuộc bang Minas Gerais, Brasil. Đô thị này có diện tích 296,342 km², dân số năm 2007 là 3261 người, mật độ 11,1 người/km².